# 山村美紗
山村美紗（1931年8月25日—1996年9月5日），是日本著名推理小說作家。被譽為「日本的克莉絲蒂」。

## 生平
山村美紗誕生於京都府京都市，父親曾於朝鮮總督府京城法學專門學校擔任校長，所以她年幼時都是在京城（今首爾）度過，直至二次大戰結束後才回到京都。回到京都後，在京都府立大學女子短期大學部畢業，畢業後任職中學教師。1970年，她以《京城之死》參加江戶川亂步獎，1972年及1973又分別以《黑色環狀線》及《消失於麻六甲海峽》再次參選江戶川亂步獎，只可惜三次都未能獲獎，不過卻為她帶來出版作品的機會，因此進入推理文壇。
她筆下女偵探多，包括美國副總統女兒凱薩琳、舞妓小菊、葬儀社社長石原明子、法醫江夏冬子、護士戶田鯰子、主播秋野夕雨子等。以京都為背景的作品相當多，也有不少與花道、茶道及日本舞等日本傳統文化關聯的情節。
山村美紗是推理小說家西村京太郎的紅粉知己，在她還沒出道前，做為西村的書迷曾寫明信片給他，西村原本以為山村是女大學生，後來西村到京都與山村會面，兩人成為好友，西村京太郎經由山村美紗的介紹，兩人共同在京都購入了曾做為旅館的住宅，西村居住達18年。
1996年9月5日，山村美紗突然因心臟衰竭病逝，當時她在東京都帝國飯店的套房內寫作。

## 作品一覽
- 消失於麻六甲海峽（マラッカの海に消えた） 1974
- 魂斷花道（花の棺） 1975
- 黑色環狀線（黒の環状線） 1976
- 虛幻的指定席（幻の指定席） 1978
  1. 虛幻的指定席
  2. 死者在夜裡彈鋼琴
  3. 幽會的不在場證明
  4. 新幹線劫車事件
  5. 多餘家族
  6. 小小的密室
  7. 危險的遺忘物
- 燃燒的新娘（燃えた花嫁） 1982
- 花之寺殺人事件（花の寺殺人事件） 1983
  1. 靈柩中的藤花
  2. 血色芙蓉花
  3. 致命的石蒜花
  4. 櫻之寺殺人事件
  5. 菊花是死亡的化粧
  6. 石南花盛開的寺廟
  7. 月下美人殺人事件
  8. 桔梗寺殺人事件
- 新娘嫌疑犯（花嫁は容疑者） 1983
  1. 龍神祭殺人事件
  2. 冷泉家的羽子板
  3. 黑髮殺人事件
  4. 新娘嫌疑犯
  5. 三千萬的花束
  6. 愛的Message
  7. 埋藏的古都
  8. 電視觀察員之死
- 美艷女探出擊（京友禅の秘密） 1983
  1. 神秘的舞蹈教室
  2. 京友禪之謎
  3. 哲學小徑的少女
  4. 十條世家的悲劇
- 扇形之不在場證據（扇形のアリバイ） 1984
- 這裡是命案現場（こちら殺人現場ですが） 1984
  1. 這裡是命案現場
  2. 抱著猴子的少女
  3. 三通修改的遺書
  4. 獸醫殺人事件
  5. 鮮紅的指甲油
  6. 愛的陷阱
  7. 消失的威脅者
- 髮型設計師殺人事件（ヘアデザイナー殺人事件） 1985
- 要命的訂婚旅行（京都婚約旅行殺人事件） 1986
- 要命的離婚旅行（京都離婚旅行殺人事件） 1986
- 花見小路殺人事件（京都花見小路殺人事件） 1986
- 要命的再婚旅行（京都再婚旅行殺人事件） 1987
- 屍謎（京都二年坂殺人事件） 1987
- 小京都連續殺人事件（小京都連続殺人事件） 1988
- 清水坂殺人事件（京都清水坂殺人事件） 1988
- 京都・峇里島殺人旅行（京都・バリ島殺人旅行） 1990
- 流橋殺人事件（流れ橋殺人事件） 1991
  1. 流橋殺人事件
  2. 龍寺殺人事件
  3. 被封鎖的聲音
  4. 不倫的代價
- 抱著貓的屍體（猫を抱いた死体） 1993
  1. 抱著貓的屍體
  2. 消失的配偶
  3. 血的輓歌
  4. 致命的羊毛衫
- 九官鳥看見殺人（殺人を見た九官鳥） 1994
  1. 無法竊聽的殺人
  2. 松山旅行的不在場證明
  3. 京都安息祭的殺人
  4. 九官鳥看見殺人
- 京都西大路通殺人事件（京都西大路通り殺人事件） 1995

## 外部連結
- 山村美紗 官方網站（日語）